# Canoe.com
Canoe.com بوابة ويب كندية بنسخة لغوية إنجليزية وفرنسية، مقرها العام في تورونتو. تعرف البوابة كذلك باسم كنديان أونلاين إكسبلورارز (بالإنجليزية: Canadian Online Explorer)‏.